# Årets Europæer
Årets Europæer er en pris, der uddeles af Den Danske Europabevægelse. Prisen er den største hædersbevisning på dansk grund for positivt europæisk engagement.

## Prismodtagere
- 2001: Uffe Østergaard
- 2002: Holger K. Nielsen
- 2003: Anders Fogh Rasmussen, statsminister - fra overrækkelsestalen: "Statsministerens indsats under det danske formandskab var præget af stil, målrettethed og professionalisme. Det var en formidabel indsats, der bidrog til den historiske genforening af et Europa præget af fred, demokrati og velstand."
- 2004: Dorte Schmidt-Brown, whistleblower - fra overrækkelsestalen: ”Som ansat i Europa-Kommissionen afdækkede Dorte Schmidt-Brown med en enestående, modig indsats omfattende svig i EU's statistiske kontor, Eurostat. Hun modsatte sig sine overordnedes krav om loyalitet og appellerede uden held videre op i systemet, imens hun blev isoleret og chikaneret af sine chefer og kolleger. Først da hun fik foretræde for Parlamentets budgetudvalg, begyndte sagen at rulle.”
- 2005: Mikhael Marinich, hviderussisk oppositionspolitiker - fra overrækkelsestalen: ”Mikhael Marinich kåres for sin kamp og personlige ofre for de europæiske værdier. Han har været en torn i øjet på landets enevældige despot Aleksander Lukashenko, siden han udfordrede denne ved præsidentvalget i 2001. Han har måttet betale en høj pris for sit engagement og sad uberettiget fængslet fra 2004-2006. Mikhaels søn Igor Marinich modtog prisen på sin fars vegne.”
- 2006: Uffe Ellemann-Jensen, tidligere udenrigsminister - fra overrækkelsestalen: "Uffe Ellemann-Jensen kåres som den fremmeste talsmand for et stærkt, åbent og solidarisk europæisk samarbejde, i en tid hvor EU er truet af mangel på lederskab og ny nationalisme. Mens Unionen har erklæret tænkepause og synes retningsløs, er Uffe en stærk stemme, der minder os om idéen med det europæiske projekt, nemlig at sikre fred, velstand og fælles interesser på bekostning af national egoisme."
- 2007: Joschka Fischer, tidligere tysk udenrigsminister - fra overrækkelsestalen: "Som tysk udenrigsminister markerede Joschka Fischer en særlig europæisk profil. Han fulgte op på såvel Konrad Adenauer som Helmuth Kohls internationale linje til fordel for et europæiseret tyskland. Joschka Fischer står som håb og inspiration, når det gælder et mere forpligtende europæisk samarbejde på demokratisk grundlag. Som udenrigsminister demonstrerede han hvordan Tyskland i solidaritet med andre europæiske lande var parat til at påtage sig et ansvar i forhold til udviklingen på Balkan og i Mellemøsten."
- 2008: Mariann Fischer-Boel, daværende landbrugskommissær - fra overrækkelsestalen: "Mariann Fischer Boel har som EU’s landbrugskommissær sat fokus på et af de mest kontroversielle, økonomisk tunge og komplicerede politikområder i EU og udnyttet enhver mulighed for at fremme en reform af den nuværende landbrugspolitik. Udover at bidrage til at fremtidssikre europæisk landbrug og fremme forudsætningerne for yderligere global handel, har Fischer Boels virke været godt for Danmarks placering i Europa og den europæiske debat i Danmark."
- 2009: José Manuel Barroso, EU-Kommissær - fra overrækkelsestalen: "José Manuel Barroso har ledt EU gennem en hård tid og har været et håb og en inspiration for EU-samarbejdet. Under EU’s såkaldte ”tænkepause” i 2005-006 holdt han modet oppe og var med til at få landene tilbage til forhandlingsbordet. Under finanskrisen i 2008-2009 har han til fulde udnyttet EU som ramme for fælles løsninger."
- 2010: Angela Merkel, kansler - fra overrækkelsestalen: "Angela Merkel har en udstrakt vilje til altid at finde europæiske løsninger. Under den økonomiske krise har Merkel vist lederskab, og fremtidssikret euroen ved at gå forrest med krav om større økonomisk disciplin. Samtidig har Tyskland også stillet de nødvendige økonomiske garantier til rådighed. Et modigt og nødvendigt træk der vil vise sig afgørende for Europas fremtid."
- 2011: HKH Prins Henrik - fra overrækkelsestalen: "Prins Henrik har evnet at bygge bro mellem dansk og europæisk - især fransk - kultur Prinsgemalen var danskernes første møde med Europa, og han var på mange måder forud sin tid. Han har insisteret på at være helt sin egen og har beriget Danmark med udsyn til resten af Europa, når det gælder kultur, gastronomi og traditioner. Prinsgemalen er et forbillede, når det drejer sig om at leve i en omskiftelig og globaliseret verden uden at miste rødder, traditioner og værdier."
- 2012: Günter Grass, forfatter - fra overrækkelsestalen: "Günter Grass har igennem sit forfatterskab og engagement i den offentlige debat stillet skarpt på nogle af de mere smertelige – men betydningsfulde – emner i europæisk historie, og den slags mod er nødvendigt, hvis vi skal bevæge Europa og EU fremad."
- 2013: Emmelie de Forest, sangerinde - fra overrækkelsestalen: "Vi vil gerne sætte fokus på, at Europa er mere end Kommission, Ministerråd og politik. Det er i allerhøjeste grad også kultur, kulturel udveksling og forståelse. Emmelie er på smukkeste vis med til at samle Europa i Danmark og på den måde gøre opmærksom på det europæiske kulturelle fællesskab."
- 2014: Connie Hedegaard, tidl. EU-Kommissær for klima
- 2015: Helle Thorning-Schmidt, tidligere statsminister.
- 2016: Jørgen Leth
- 2017: Emmanuel Macron, tidl. fransk ambassadør til Danmark
- 2018: Claus Jensen, Forbundsformand, Dansk Metal
- 2019: Margrethe Vestager, Konkurrencekommissær for EU
- 2020: Suzanne Brøgger, dansk forfatter
- 2021: Thomas Senderovitz,  Tidligere generaldirektør for Lægemiddelstyrelsen
- 2022: Volodymyr Oleksandrovytj Zelenskyj, Ukraines Præsident
- 2023: Mette Frederiksen (S), Pia Olsen Dyhr (SF), Søren Pape Poulsen (K), Jakob Ellemann-Jensen (V) og Sofie Carsten Nielsen (RV) prisen som Årets Europæer i fællesskab for Det Nationale Kompromis i 2022 og afskaffelsen af forsvarsforbeholdet.[kilde mangler]
- 2024: Sviatlana Tsikhanouskaya modtog prisen for hendes utrættelige kamp for frihed, værdighed og demokrati i Belarus.[kilde mangler]